# Phytoliriomyza striatella
Phytoliriomyza striatella är en tvåvingeart som beskrevs av Spencer 1977. Phytoliriomyza striatella ingår i släktet Phytoliriomyza och familjen minerarflugor. Inga underarter finns listade i Catalogue of Life.